# Allocnemis mitwabae
Allocnemis mitwabae – gatunek ważki z rodziny pióronogowatych (Platycnemididae). Występuje w Afryce Środkowej – stwierdzono go jedynie na trzech stanowiskach w południowej Demokratycznej Republice Konga.